# Osea (nome)
Osea  è un nome proprio di persona italiano maschile.

## Varianti in altre lingue
- Ebraico: הוֹשֵׁעַ (Hōšēʿa)[3]
- Greco biblico: Ὡσηέ (Hōsēé)[3][2], Αὐσή (Ausé)[1][2]
- Greco moderno: Ωσηέ (Ōsīe)
- Inglese: Hosea[3][4]
- Latino: Osee[3][1], Hōsēās
- Polacco: Ozeasz
- Spagnolo: Oseas

## Origine e diffusione

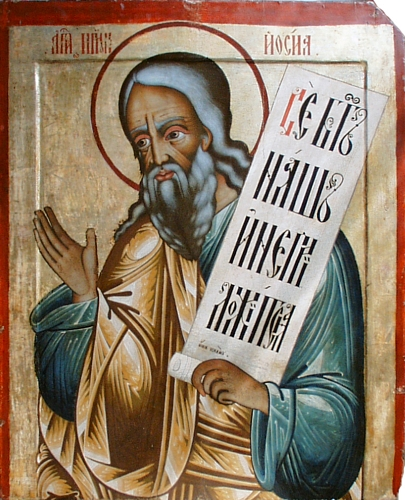
Il profeta Osea in un'icona russa del XVIII secolo

Si tratta di un nome di tradizione biblica, che richiama la figura di Osea, uno dei profeti minori dell'Antico Testamento, autore del libro omonimo; era inoltre anche il nome originale di Giosuè, prima di essere ribattezzato da Mosè, nonché quello di altri personaggi. 
Etimologicamente, deriva dall'ebraico הוֹשֵׁעַ (Hōšēʿa), tratto dalla radice  יָשַׁע (yasha', "salvare"), con il significato di "salvezza"; secondo alcune fonti, sarebbe stato in origine una forma abbreviata di Y(e)hôshûʿa, ovverosia il nome Giosuè. Il nome passò in greco come Ὡσηέ (Hōsēé), oppure Αὐσή (Ausé) nella versione dei Settanta, e quindi in latino come Hōsēās o Osee. Nelle versioni inglesi della Scrittura, spesso viene usata la forma Hosea per il profeta, e Hoshea per tutti gli altri.
In Italia è estremamente raro; negli anni settanta se ne contavano meno di cento occorrenze, sparse al Nord e in Toscana.

## Onomastico
L'onomastico viene festeggiato il 17 ottobre (o il 4 luglio su alcune calendari) in ricordo di sant'Osea, profeta.

## Persone
- Osea, profeta biblico
- Osea, re d'Israele

### Variante Hosea
- Hosea Gear, rugbista a 15 neozelandese
- Hosea Jaffe, economista, storico e scrittore sudafricano
- Hosea Kogo, maratoneta e mezzofondista keniota